# Stadion Bojan Majić
Stadion Bojan Majić – nieistniejący już stadion piłkarski w Belgradzie, stolicy Serbii. Obiekt mógł pomieścić 6000 widzów. W 2011 roku został zlikwidowany, a w jego miejscu wybudowano centrum handlowe, na którego dachu powstał nowy piłkarski stadion.
W przeszłości gospodarzem stadionu był klub FK Sloboda. W 1973 roku doszło do fuzji tego klubu z Voždovački SK i odtąd na stadionie swoje spotkania rozgrywali piłkarze powstałego w wyniku tej fuzji klubu FK Voždovac (jest on kontynuatorem tradycji Voždovačkiego SK założonego w 1912 roku jako FK Dušanovac). W sezonach 2005/2006 (ostatni sezon przed podziałem Serbii i Czarnogóry) oraz 2006/2007 obiekt gościł występy klubu FK Voždovac na najwyższym poziomie ligowym. Latem 2009 roku obiekt był jedną z aren męskiego i żeńskiego turnieju piłki nożnej na 25. Letniej Uniwersjadzie. Stadion nazwany był imieniem Bojana Majicia, zamordowanego w 2005 roku kibica FK Voždovac. Na początku 2011 roku obiekt został zlikwidowany, a w jego miejscu wybudowano centrum handlowe „Stadion” (otwarte 25 kwietnia 2013 roku), na którego dachu powstał nowy stadion dla klubu FK Voždovac (został on otwarty nieco później niż samo centrum handlowe, 31 sierpnia 2013 roku).